# Necaxacris azura
Necaxacris azura is een rechtvleugelig insect uit de familie veldsprinkhanen (Acrididae). De wetenschappelijke naam van deze soort is voor het eerst geldig gepubliceerd in 2012 door Barrientos Lozano, Rocha-Sánchez & Buzzetti.